# Riatia orientis
Riatia orientis är en kackerlacksart som först beskrevs av Morgan Hebard 1926.  Riatia orientis ingår i släktet Riatia och familjen småkackerlackor. Inga underarter finns listade i Catalogue of Life.